# 125. østlige længdekreds
Den 125. østlige længdekreds (eller 125 grader østlig længde) er en længdekreds, der ligger 125 grader øst for nulmeridianen. Den løber gennem Ishavet, Asien, Stillehavet, Australasien, det Indiske Ocean, det Sydlige Ishav og Antarktis.